# باند عبور

نمودار نشان دادن ترتیبات مختلف از عناصر یک جاده.

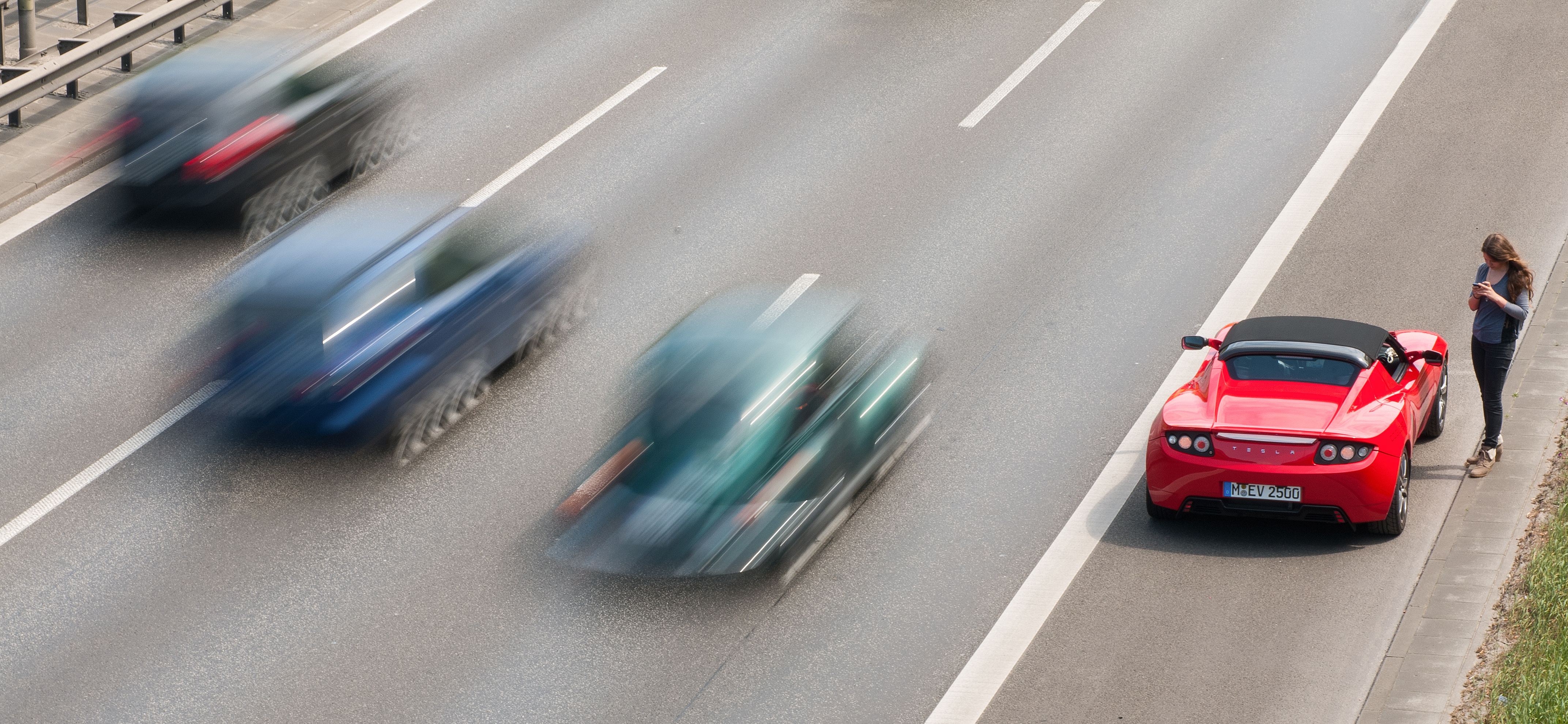

باند عبور به بخشی از عرض جاده گفته می‌شود که در آن یک وسیله نقلیه با مانعی در حرکت عرضی مواجه نمی‌شود. یک باند عبوری معمولاً شامل تعدادی خط عبور (lane) به موازات هم است اما در مواردی مانند باند رمپ خروجی در بزرگراهها ممکن است باند فقط شامل یک خط عبوری باشد. علاوه بر خطوط عبوری، یک باند شامل شانه راه  هم می شود. 
جاده تک بانده به راهی گفته می‌شود که در مجموع یک باند عبوری دارد که معمولاً شامل دو یا چند خط عبور به همراه مسیرهای پیاده کنار آنها و شانه های دو طرف جاده می شود.
جاده دوبانده دارای دو باند عبوری مستقل از هم است که به روش مناسب از هم تفکیک شده اند. 